# Préfet de département
Le préfet de département est le membre du corps préfectoral qui dirige l'action de l'État dans un département français.

## Historique
La fonction de préfet a été créée par le premier consul Bonaparte afin de contrôler les départements et de pacifier le pays après les événements révolutionnaires par la loi du 28 pluviôse an VIII (17 février 1800). La fonction succède à celle de commissaire du gouvernement créée par le Directoire, qui elle-même reprend certaines attributions de procureur général syndic de département créés en 1790.
Je vous recommande de vous occuper sans délai de la levée de la conscription, de la prompte rentrée des contributions. Aimez, honorez les agriculteurs, protégez le commerce. Visitez les manufactures et distinguez par des témoignages d'une haute estime les citoyens qui leur donnent de l'activité.
Ses pouvoirs sont alors très étendus dans sa circonscription comme le cite le comte de Vaublanc préfet de Metz en 1805 :
« Cette magistrature était l'une des institutions les plus monarchiques que l'on ait jamais pu imaginer. »
Sous la Restauration, les préfets sont assignés à maintenir l'ordre : « Mettez au premier rang de vos devoirs le maintien de l'ordre public...la vigilance prévient le désordre » - Circulaire du comte de Vaublanc devenu en 1815, ministre de l'intérieur.
En 1948, après la Seconde Guerre mondiale et entre les décrets du 10 mai 1982 et du 29 février 1988, les préfets ont porté le titre de commissaire de la République bien que les bâtiments abritant leurs services ait toujours été désignés par le nom de préfectures, tout comme le chef-lieu du département.

## Statut
Le statut du préfet est encadré par le décret no 64-805 du 29 juillet 1964 fixant les dispositions réglementaires applicables aux préfets.
Le préfet a historiquement en tant que principal relais du pouvoir central un statut lui conférant une forte dépendance au gouvernement. Traditionnellement, le préfet de région n'était pas le supérieur hiérarchique du préfet de département. Les décrets de 2004 avaient quelque peu restreint ce principe en prévoyant que le préfet de région anime et coordonne l'action des préfets de département qui se conforment à ses décisions et lui rendent compte.
Le décret du 16 février 2010 prévoit désormais que le préfet de département est placé sous l'autorité du préfet de région, sauf dans certains domaines toutefois importants (police administrative, contrôle de légalité, supervision administrative des communes et communautés de communes, police des étrangers).

### Nomination
Un préfet est nommé dans chaque département. Les préfectures sont situées dans le chef-lieu du département. Le préfet du chef-lieu de la région est à la fois le préfet du département où il se situe et le préfet de région.
Il est nommé par décret du président de la République, pris en Conseil des ministres, sur proposition du Premier ministre. Il peut être muté d'office ou révoqué de manière discrétionnaire.
Les préfets sont généralement passés par l'ENA. Ils sont de hauts fonctionnaires du ministère de l’Intérieur, débutant généralement en tant que sous-préfets. Mais le président de la République et le Premier ministre ont un pouvoir discrétionnaire en ce domaine, et ils peuvent nommer un préfet selon des critères de leur choix.
Il existe des préfets dans les différentes directions du ministère de l'Intérieur, ils n'ont donc pas d'activité territoriale, car le terme de préfet englobe à la fois l'échelon le plus élevé de l'administration du ministère de l'Intérieur et le poste qui porte son nom, appelé de 1981 à 1986 commissaire de la République.

### Obligations
Le préfet se doit de garder une neutralité politique absolue et d’appliquer la politique du Gouvernement en place sans exprimer ses propres opinions.
Ainsi, il ne peut pas appartenir à un syndicat ni faire grève. Il ne peut pas être en même temps élu local ou parlementaire. Pendant les campagnes électorales, il a une obligation de réserve (dite réserve préfectorale) et doit à ce titre, s’abstenir de participer à toute manifestation publique. 
Le préfet se doit également d’être en disponibilité permanente, ce qui constitue une des grandes obligations liées à sa fonction. Il ne peut ainsi quitter son département que sur autorisation du ministère[réf. souhaitée].

## Missions
Depuis sa création, le préfet a toujours symbolisé la présence et la continuité de l’État dans le département. Ses missions sont définies par l'article 72 de la Constitution :

« Dans les collectivités territoriales de la République, le représentant de l'État, représentant de chacun des membres du gouvernement, a la charge des intérêts nationaux, du contrôle administratif et du respect des lois. »

Son rôle et ses pouvoirs ont évolué au fil des années. Les décrets du 10 mai 1982 de la loi de décentralisation lui ont fait perdre le pouvoir d'exécutif du département au profit des conseils généraux et ont placé sous son autorité la plupart des services déconcentrés de l’État.
Aujourd'hui, son rôle consiste à :
- veiller au maintien de l'ordre public et à la sécurité des personnes et des biens. Le préfet a pour charge d’assurer la sécurité de ses concitoyens, notamment en traitant les situations d'urgence, en établissant des plans de protection des populations contre les catastrophes naturelles et les risques technologiques (tel que les problèmes pouvant survenir dans une usine chimique par exemple) ;
- veiller à la santé environnementale de son département en contrôlant l’installation des industries dangereuses ou polluantes et la délivrance des permis de construire (bien qu’il n’en ait pas la charge exclusive). Il doit veiller aussi au respect du patrimoine culturel du département et protéger les monuments historiques et les sites remarquables ;
- permettre l'exercice des droits et des libertés des citoyens. Il organise les élections et veille à leur bon déroulement ;
- contrôler la légalité des actes des collectivités locales. Il se doit de vérifier l’application des lois en vigueur et des nouvelles lois ;
- mettre en œuvre et coordonner à l'échelon local les politiques du Gouvernement : emploi, cohésion sociale, aménagement du territoire, développement économique, environnement... ;
- gérer et répartir les dotations et subventions de l'État à l'échelon local.

Le préfet intervient dans de très nombreux domaines, même s'il est aujourd’hui moins un acteur d’autorité qu'un gestionnaire.
Il délègue cependant une partie de son pouvoir à plusieurs collaborateurs immédiats qui appartiennent au corps des sous-préfets : 
- le secrétaire général qui est chargé de le remplacer en cas d'absence, et qui fait office de sous-préfet pour l'arrondissement du chef-lieu du département ;
- un sous-préfet dans chacun des autres arrondissements ;
- un directeur de cabinet chargé plus particulièrement des questions de sécurité et des affaires politiques.

À Paris, il possède une mission et des attributions particulières en raison des relations particulières que l'État entretient avec sa capitale (Voyez l'article Préfet de Paris).

## Attributions et pouvoirs
Le préfet possède des pouvoirs nombreux car l’État lui délègue de droit son autorité. Il représente l'ensemble du gouvernement dans le département.

### Attributions politiques
Il est le représentant du gouvernement. Il doit notamment l'informer sur la situation dans le département. Il doit aussi informer et expliquer aux citoyens de son département des actions du gouvernement ainsi que les textes de lois, décrets...

### Attributions administratives
- Il dirige les administrations civiles de l’État dans le département. Il assure le contrôle administratif du département, des communes et des établissements publics. Il a autorité sur un chef de service déconcentré des administrations civiles de l’État. Le trésorier-payeur général lui fournit les informations nécessaires au service de la gestion des crédits des administrations civiles. Il fait un compte-rendu sur l’utilisation des crédits de l’État chaque année.

Le préfet préside le collège des chefs de service qui est composé du préfet, des sous-préfets et des chefs de service des administrations. Les projets de budget des services déconcentrés des administrations civiles sont soumis à l’aval du préfet. 
- Seul le préfet peut recevoir les délégations de ministre. En somme les pouvoirs de décision relevant de l’État concernant la préparation et l’exécution des opérations d’intérêt départemental ne sont attribués qu’au préfet.
- Il met en œuvre les politiques nationales et communautaires.
- Le préfet est responsable de l’exécution des dépenses de l'État et il peut recourir à la force armée.
- Il est responsable de la gestion du patrimoine immobilier et des matériels de l’État qui sont placés sous son autorité.
- Le préfet peut désigner un chef de projet chargé d’animer et de coordonner la mise en œuvre d’une politique commune pour des services. Le responsable du service est placé sous l’autorité fonctionnelle de chaque préfet pour lequel il exerce des missions. À ce titre, chaque préfet peut déléguer sa signature à ce responsable ainsi qu’à ses subordonnés dans les matières relevant de leurs attributions. En cas d’absence le préfet est remplacé de droit par le secrétaire général de la préfecture.
- Pour les commandants de groupement de gendarmerie départementale, le préfet leur adresse annuellement une évaluation.

Avec la révision générale des politiques publiques, de nombreux services à compétence départementale ont été supprimés, leurs attributions étant souvent transférées à l'échelon régional.
Les préfets de département disposent désormais, selon les départements, de deux ou trois directions départementales interministérielles (DDI), créées au 1er janvier 2010 : la direction départementales des territoires (DDT) (ex DDE-DDAF), la direction départementale de la protection des populations (DDPP) (ex DDCCRF-DSV) et la direction départementale de la cohésion sociale (DDCS) (ex DDASS), qui doit bientôt fusionner avec l'Unité départementale de la direction régionale des entreprises, de la concurrence, de la consommation, du travail et de l’emploi (Direccte) (ex DDTEFP).

## Titre
Le préfet du département où se trouve le chef-lieu de région porte toujours le double titre de « préfet de la région X..., préfet du département de Y... ». Il dispose pour cette fonction d'un secrétariat général pour les affaires régionales (SGAR).